# Gare de Martignat
La gare de Martignat est une ancienne gare ferroviaire française de la ligne d'Andelot-en-Montagne à La Cluse, située sur le territoire de la commune de Martignat, dans le département de l'Ain, en région Auvergne-Rhône-Alpes.

## Situation ferroviaire
La gare est au point kilométrique 110,406 de la ligne d'Andelot-en-Montagne à la Cluse. Des trains circulent toujours sur la voie principale.

## Histoire
La section d'Oyonnax à la Cluse de la ligne des Hirondelles a été ouverte le 16 mai 1885 par la compagnie des chemins de fer de Paris à Lyon et à la Méditerranée (PLM). Elle a été vendue à la SNCF lors de la nationalisation de 1938.

## Service des voyageurs
La gare est actuellement fermée aux voyageurs.